# Cnestidium
Cnestidium ist eine Pflanzengattung innerhalb der Familie der Connaraceae. Die etwa drei Arten sind in der Neotropis von Zentral- bis Südamerika verbreitet und eine kommt auch auf Kuba vor.

## Beschreibung

### Vegetative Merkmale
Cnestidium-Arten sind verholzende Pflanzen und wachsen als Lianen oder Sträucher mit langen Ästen. Die Rinde junger Zweige ist mit einfachen Trichomen wollig behaart.
Die Laubblätter sind in Blattstiel und -spreite gegliedert. Der Blattstiel und die Blattrhachis sind flaumig oder rot-braun wollig behaart. Die Blattspreiten sind unpaarig gefiedert mit fünf bis neun Fiederblättern. Die Oberseite der Fiederblätter sind flaumig oder rot-braun wollig behaart und die Unterseite kahl.

### Generative Merkmale
Die fast sitzenden, relativ kleinen Blüten sind in einem rispigen Blütenstand angeordnet.  Die Blütenstandsachsen sind dicht behaart. Die zwittrigen Blüten sind radiärsymmetrisch und fünfzählig mit doppelter Blütenhülle. Die Kronblätter und Staubfäden sind kahl, die Griffel häufig behaart. Es gibt zwei Kreise mit je fünf Staubblättern, die des äußeren Kreises sind deutlich länger als die des inneren; sie sind höchstens an ihre Basis kurz verwachsen. Die fünf freien Fruchtblätter enthalten jeweils zwei Samenanlagen.
Je Frucht reifen nur ein oder zwei, selten vier Balgfrüchte. Die nicht gestielten Bälgfrüchte sind außen dicht rostfarben wollig behaart, das Innere ist kahl, bei Reife öffnen sie sich und enthalten nur einen Samen. Die Samen sind einzeln am Ansatz der Balgfrucht befestigt und besitzen eine fleischige Außenschicht, die sogenannte Sarkotesta, sie überdeckt den Ansatz des Samens. Das Endosperm ist nur sehr wenig vorhanden, die Keimblätter sind dick, die Radicula ist spitz.

## Ökologie
Bei Cnestidium-Arten liegt Heterodistylie vor.

## Systematik und Verbreitung
Die Gattung Cnestidium wurde 1850 durch Jules Émile Planchon in Linnaea, Band 23, 4, Seite 439 aufgestellt. Der Gattungsname Cnestidium verweist auf die Ähnlichkeit mit der ebenfalls zu den Connaraceae gehörenden altweltlichen Gattung Cnestis. Typusart ist Cnestidium rufescens Planch.
Die Gattung Cnestidium gehört zur Tribus Cnestidae innerhalb der Familie Connaraceae.
Die Gattung Cnestidium ist neuweltlich, was selten ist in der Familie Connaraceae. Die Cnestidium-Arten sind vom zentralen Mexiko über Zentralamerika bis Südamerika weitverbreitet. Eine Art kommt auch in Kuba vor.
Die Gattung Cnestidium wurde 1850 mit nur einer Art aufgestellt und umfasste in der Flora de Colombia 1983 nur zwei bei Secco et al. 2014 drei Arten:
- Cnestidium froesii Pires: Sie kommt im brasilianischen Bundesstaat Amazonas sowie im venezolanischen Bundesstaat Amazonas vor.[7][8]
- Cnestidium guianense (G.Schellenb.) G.Schellenb. (Syn.: Bernardinia guianensis G.Schellenb.): Sie kommt in Südamerika in Venezuela an der Grenze der Bundesstaaten Bolívar sowie Delta Amacuro und in den Guayanas vor.[1]
- Cnestidium rufescens Planch. (Syn.: Rourea frutescens Aubl., Rourea hondurensis Donn. Sm.): Sie ist in Zentralamerika verbreitet und kommt auch in Kolumbien, Ecuador, im westlichen venezolanischen Bundesstaat Zulia sowie in Kuba vor.[1][8]